# Almont-les-Junies
Almont-les-Junies är en kommun i departementet Aveyron i regionen Occitanien i södra Frankrike. Kommunen ligger  i kantonen Decazeville som ligger i arrondissementet Villefranche-de-Rouergue. År 2022 hade Almont-les-Junies 438 invånare.

## Befolkningsutveckling
Antalet invånare i kommunen Almont-les-Junies
Referens: INSEE